# Renato Rovai
Renato Rovai Júnior, conhecido como Renato Rovai, é um jornalista, blogueiro brasileiro, criador da Revista Fórum.

## Biografia
Renato Rovai é graduado em jornalismo pela Universidade Metodista, mestre em comunicação pela Universidade de São Paulo e doutorado em ciências humanas e sociais pela Universidade Federal do ABC. É professor de jornalismo digital na Faculdade Cásper Líbero e blogueiro.
Professor convidado do Centro Latino-Americano de Cultura e Comunicação da ECA-USP e diretor editorial da Revista Fórum. Militante da democratização da mídia, articulou o Fórum de Mídia Livre e do Encontro Nacional dos Blogueiros.
Trabalhou nos jornais Diário do Grande ABC, Diário de Minas, Diário Popular, TV Gazeta e Editora Globo. 
Criou a editora Publisher Brasil, em 1994 e é sócio-diretor dessa empresa. Em 2001, lançou a Revista Fórum, no primeiro Fórum Social Mundial, em Porto Alegre, a revista teve a sua versão impressa até o ano de 2013, a partir de 2014 a Revista Fórum passou a ser digital.

## Obras
- Midiático poder: o caso Venezuela e a guerrilha informativa, editora Publisher Brasil, 2007
- Por trás da máscara, editora LIMIAR, 1996
- Um novo ecossistema midiático: a história do jornalismo digital no Brasil, editora Clacso, 2018
- Como derrotar o fascismo, editora EdLab Press Editora Eirele, 2023

## Obras organizadas
- Golpe 16